# Mohamed Chihani
Mohamed Chihani est un footballeur international marocain né le 28 février 1982. Il est évolue au poste de milieu offensif. 
C'est un joueur très polyvalent qui excelle aussi bien en attaque qu'en défense.

## Biographie
Mohamed Chihani joue en faveur de l'Ittihad Khémisset puis du Maghreb de Fès.
Il reçoit sa première sélection en équipe du Maroc lors de l'année 2009.

## Sélections en équipe nationale
| Caps | Date       | Match                | Lieu      | Score | Compétition    |
| 1    | 14/11/2009 | Maroc - Cameroun     | Fès       | 0 - 2 | Elim.CM 2010   |
| 2    | 09/02/2011 | Maroc – Niger        | Marrakech | 3 - 0 | Amical         |
| 3    | 04/06/2011 | Maroc - Algérie      | Marrakech | 4 - 0 | Elim. CAN 2012 |
| 4    | 10/08/2011 | Sénégal - Maroc      | Dakar     | 0 - 2 | Amical         |
| 5    | 04/09/2011 | Centrafrique - Maroc | Bangui    | 0 - 0 | Elim. CAN 2012 |
| ---- | ---------- | -------------------- | --------- | ----- | -------------- |

## Palmarès

### FUS de Rabat
- Coupe du Trône :
  - Vainqueur : 2014.